# Naammohsiensaang
Een naammohsiensaang is een priester in het Guangdongse daoïsme. In de volksmond wordt hij in het Standaardkantonees ook wel naammohloow (喃嘸佬) genoemd. Door de Chinese diaspora zijn naammohsiensaangs ook te vinden in gebieden waar veel Guangdongse migranten wonen, zoals Zuidoost-Azië.
In de Chinese provincie Guangdong wordt veelvuldig religieuze hulp gevraagd van naammohsiensaangs in tegenstelling tot het gebruik van daoïstische monniken in andere Chinese provincies. Een naammohsiensaang is lid van de zhengyidao van het daoïsme en is niet per se celibatair. Dit beroep wordt meestal vervuld door mannen, hoewel vrouwen ook dit beroep mogen beoefenen. Vrouwen die dit beroep uitoefenen, hebben nooit de rol van de hoogste priester. Het beroep wordt overgedragen van meester op leerling.
Deze priester voert religieuze rituelen uit bij de volgende onderwerpen:
- trouwerij
- begrafenis
- vruchtbaarheid van landbouwgrond
- vegetarische vasten
- taiping qingjiao
- lidou (禮斗)
- plaatsen van altaarkasten
- religieuze feestdagen
- verdrijven van boze geesten
- opening van nieuwe gebouwen en bedrijven.

Religieuze rituelen kunnen door één priester worden uitgevoerd. Bij de uitvoer wordt gebruikgemaakt van religieuze muziek die gemaakt wordt door middel van een Chinese trompet, gong, houten vis, handbel, klankschaal, een bekken en een kleine trommel. Dit orkest kan bestaan uit priesters of leken.
Olie, vuur, wierook, kaarsen en offerpapier zijn een belangrijk onderdeel van naammohsiensaangs-rituelen.
In Hongkong wordt 60% van de uitvaarten op de daoïstische manier geregeld. Hierbij wordt de hulp gevraagd van naammohsiensaangs.